# Нік О'Меллі
Ніколас "Нік" О'Меллі (англ. Nicholas "Nick" O'Malley; нар. 5 липня 1985, Шеффілд, Південний Йоркшир, Велика Британія) — англійський музикант, бас-гітарист гурту Arctic Monkeys.

## Біографія
Нік О'Меллі народився 5 липня 1985 року в Шеффілді.